# Boris Capla
Boris Capla (* 9. November 1962 in Bratislava, Tschechoslowakei) ist ein ehemaliger deutscher Eishockeyspieler, -trainer und -manager sowie Inhaber einer Sportschule. Sein Vater Jozef Capla war ebenfalls Eishockeyspieler und -trainer.

## Leben und Karriere
Boris Capla wurde 1962 in Bratislava geboren. Mit seinen Eltern wanderte er im Alter von sechs Jahren nach Deutschland aus und lebte in den folgenden Jahren in Augsburg, wo seit Vater Jozef als Eishockeyspieler aktiv war. Boris Capla begann mit dem Eishockeysport beim Augsburger EV und debütierte im Alter von 16 Jahren in der Eishockey-Oberliga. In der Saison 1980/81 spielte er für den ESV Kaufbeuren in der Bundesliga, ehe er zu seinem Heimatverein zurückkehrte. Für diesen spielte er bis 1984 in der 2. Eishockey-Bundesliga. Parallel zu seiner Karriere als Eishockeyspieler lernte er Büro- und Verlagskaufmann und erwarb die A-Trainerlizenz.
Es folgten eineinhalb Jahre beim BSC Preussen, mit dem er 1985 die Meisterschaft der 2. Bundesliga (Nord-Staffel) gewann. Während der Saison 1985/86 wechselte er innerhalb der 2. Bundesliga zum Krefelder EV. Weitere Stationen seiner Karriere waren die ESG Kassel, der TSV Königsbrunn und die ERC Ingolstadt. Nach dem Anbruch seines sechsten Halswirbels und Lähmungserscheinungen in Armen und Beinen beendete er 1991 seine aktive Karriere und arbeitete zunächst als Trainer in Königsbrunn, ehe er sich mit einer Sportmarketing-Agentur selbstständig machte.
1994 wurde Capla technischer und sportlicher Direktor bei Eissport Weißwasser, dann Geschäftsführer der ESG Sachsen Weißwasser-Chemnitz. Vor der Saison 1996/97 wurde er Manager der Preußen Devils, die noch vor Saisonbeginn in Berlin Capitals umbenannt wurden. 1997 verließ er die Capitals. Im Juni 1999 wurde er Geschäftsführer bei der Anschutz Entertainment Group (AEG), für die er zunächst die München Barons leitete. Am Ende der Saison 1999/2000 gewann er mit den Barons die deutsche Meisterschaft. Im Jahr 2002 zogen die Barons nach Hamburg um und wurden in Hamburg Freezers umbenannt. Bei den Freezers war er nicht nur Geschäftsführer, sondern auch Sportmanager. Im Januar 2008 legte er das Amt des Sportmanagers ab. Vor der Saison 2009/10 wurde er nach dem Abgang von Bob Leslie erneut Sportmanager der Freezers, aber im September 2009 nach einer Niederlagenserie beurlaubt.
Zwischen März 2014 und 2016 war Capla Sportmanager bei den Piráti Chomutov, mit denen er 2015 die Meisterschaft der 1. Liga gewann und den Aufstieg in die Extraliga realisierte.
Heute ist Capla als Sportagent und Berater tätig. Seit 2011 leitet er zudem die 1974 von seinem Vater Jozef Capla gegründete Capla Hockey Academy.
2013 gründete er in Hamburg den Hamburg Musketeers e.V. für die Nachwuchsförderung im Eishockey. 2019 wurde er Nachwuchskoordinator und -trainer bei den Crocodiles Hamburg.